# CDK МАИ
Live Music Hall (бывший CDK МАИ) — культурно-развлекательный комплекс, располагающийся в здании Дворца культуры и техники Московского Авиационного Института (ДКиТ МАИ).

## История
Здание построено в 1961 году. С 1970-х Большой концертный зал МАИ (БКЗ МАИ) использовался как концертная площадка. В БКЗ МАИ выступали Владимир Высоцкий, Алла Пугачёва. Позже, в 1980-х — Виктор Цой и группа «Кино», «Чёрный Кофе». В 1986 году в нём прошёл первый концерт группы «Ария».
После приватизации в 1990-е клуб сменил несколько названий. С 1997 носил название CDK МАИ. Одним из крупных рок-мероприятий ДКиТ МАИ в начале своего существования с новым именем был дебютный концерт «Мумий Тролль» (1997) в Москве. Концерт группы «Ленинград» — «Куда уходит лето?» 31 августа 2001 года на сцене ДКиТ МАИ получил премию «Поборол-2001» («Наше радио») в номинации «Лучший концерт года».
В 2011 году в результате ребрендинга СДК МАИ сменил название на Live Music Hall. Концепция площадки осталась неизменной: на ней в основном выступали российские и зарубежные рок-группы. Последним выступлением в СДК МАИ стал прощальный концерт Артура Беркута в составе группы «Ария» 26 августа 2011 года. Уже 23 сентября прошёл первый концерт в клубе с новым названием: на сцене Live Music Hall выступила группа «Аквариум».